# Ereboeni
Ereboeni (Armeens: Էրեբունի վարչական շրջան, Erebuni varčakan šrĵan) is een van de 12 administratieve districten van de Armeense hoofdstad Jerevan.

## Ligging
Ereboeni grenst aan het district Shengavit in het westen, de districten Kentron, Nork-Marash en het Nor-Nork in het noorden, de provincie Kotajk in het oosten en de districten Nurabasen en Kotajk in het zuiden.

## Fotogalerij

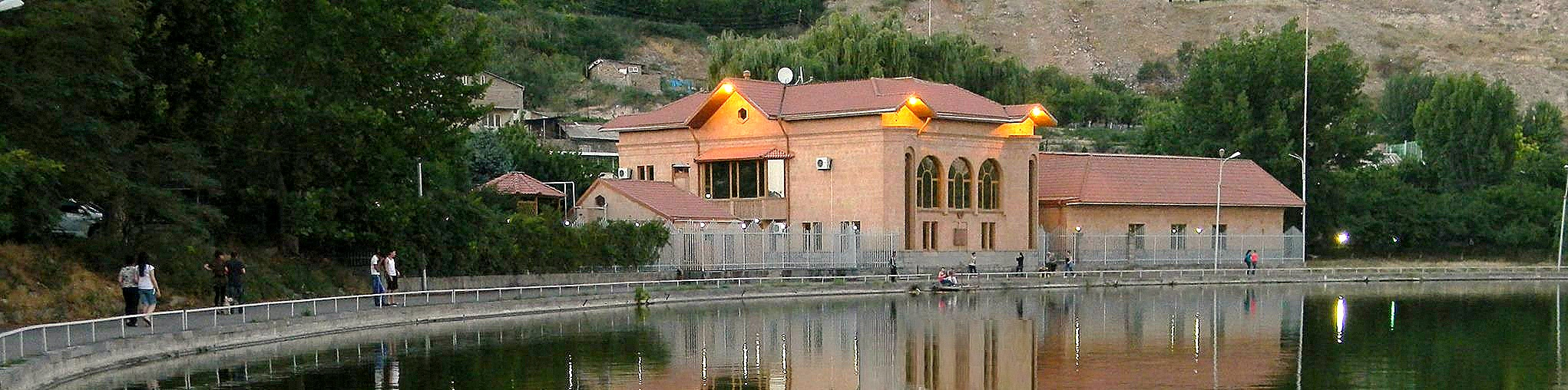
Het Vardavarmeer in het Leeuwenpark

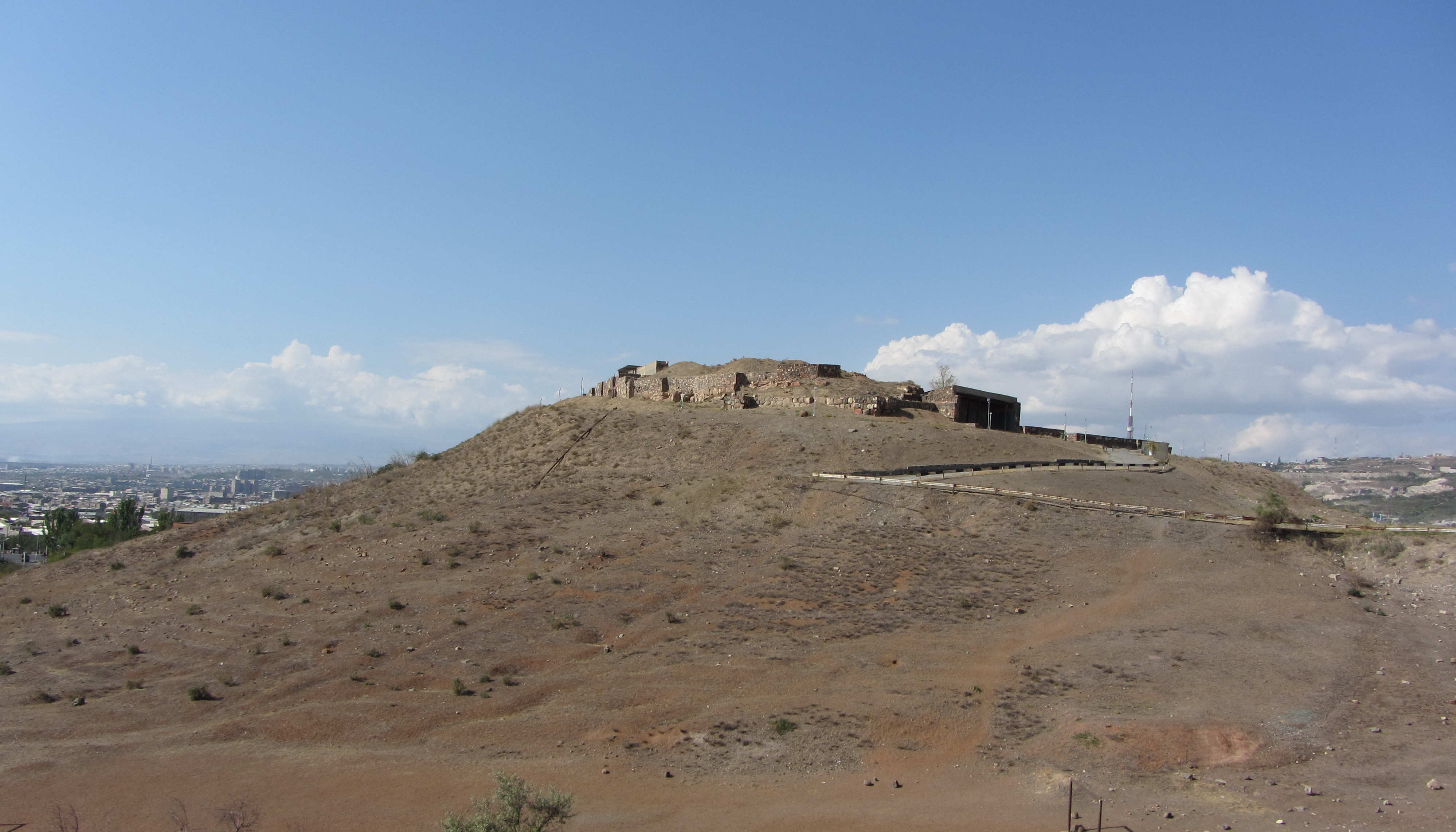
Het fort van Ereboeni
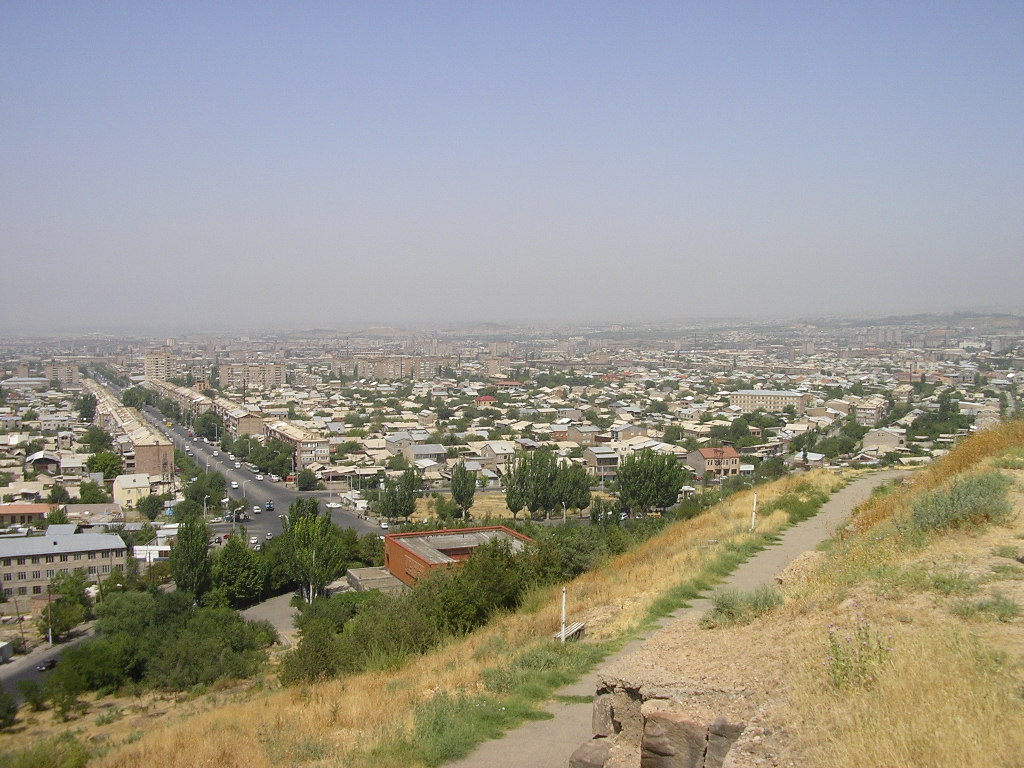
Ereboenistraat in de Nor Areshwijk
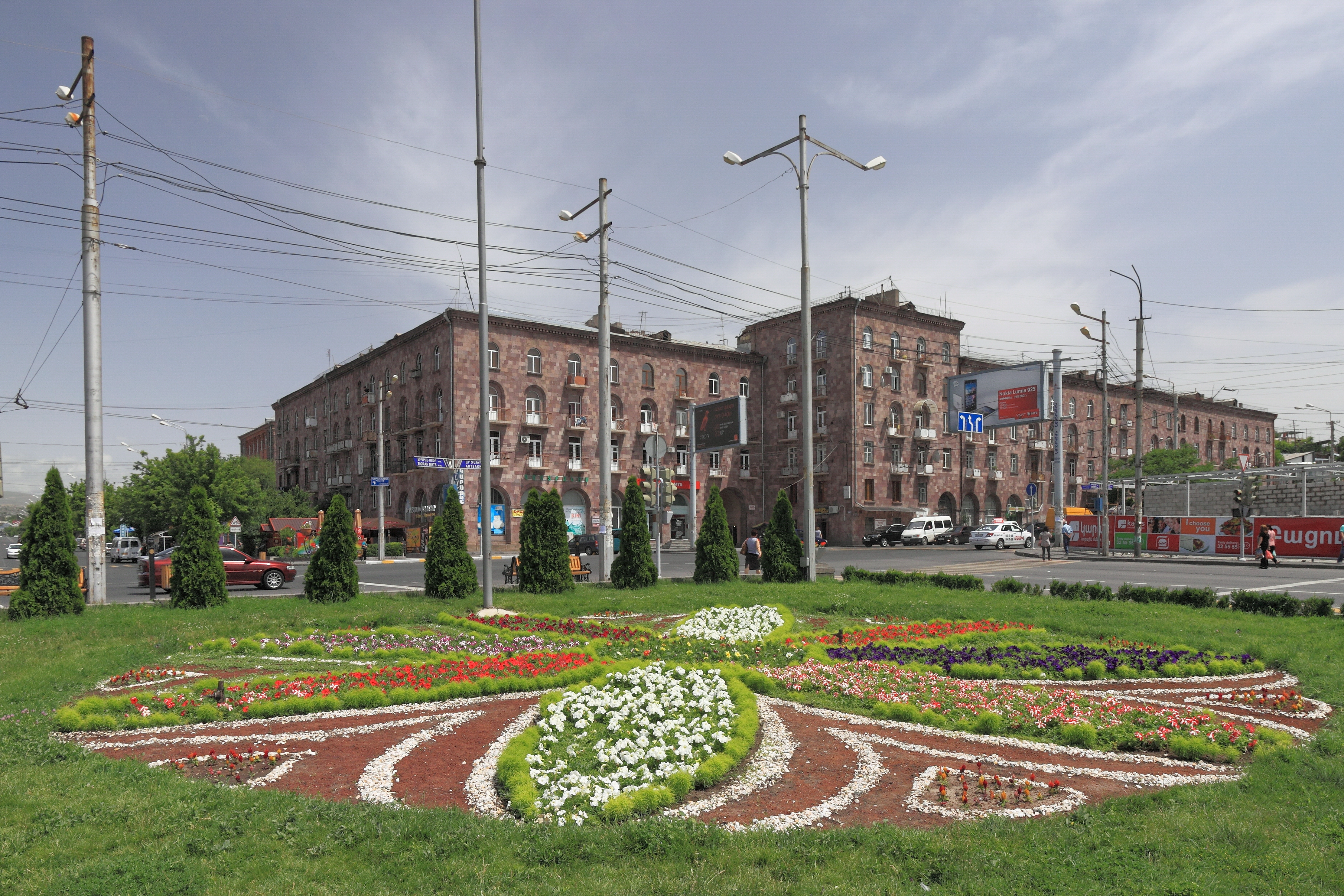
Bloementapijt op het David van Sassounplein
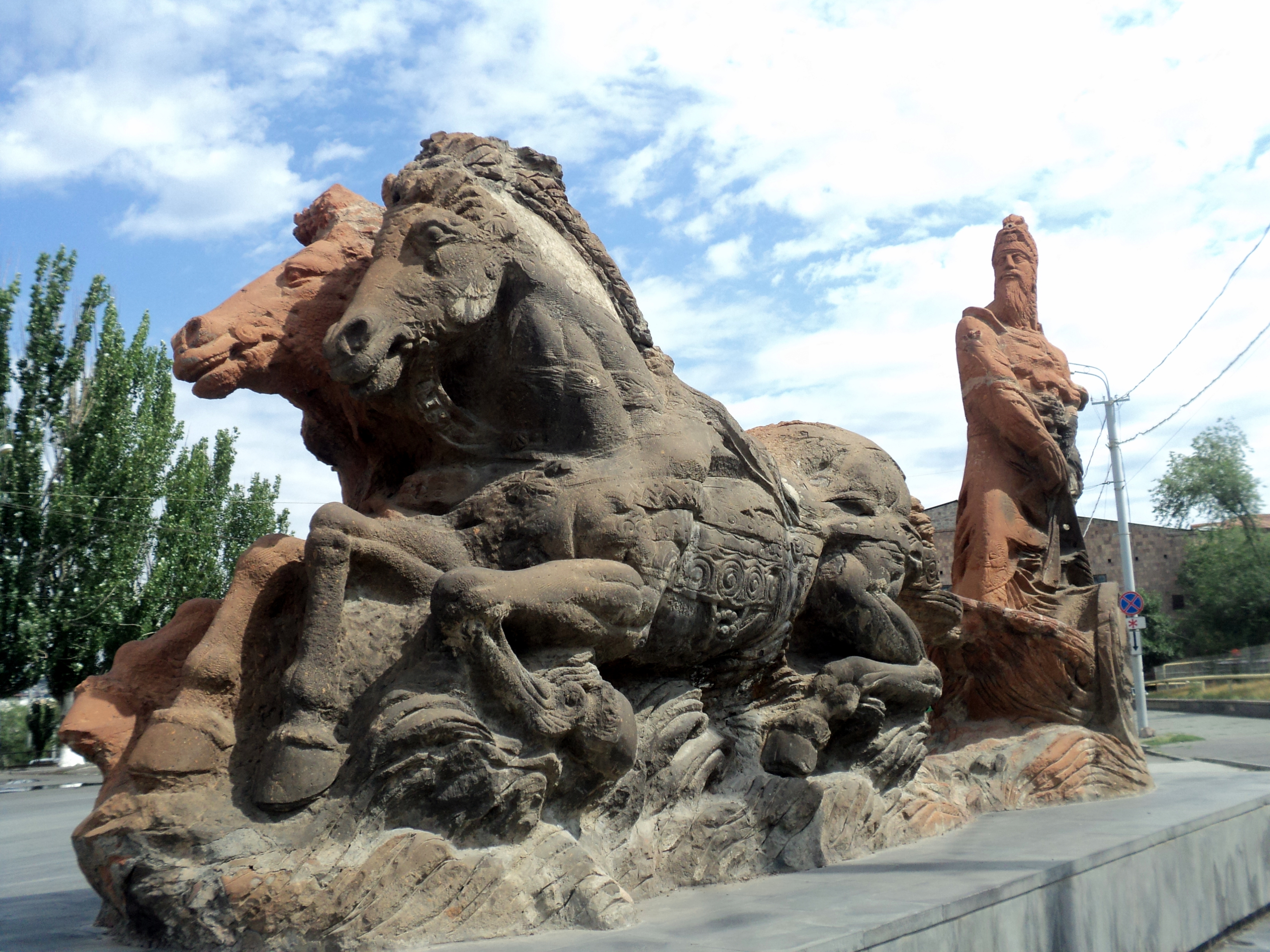
Standbeeld van Argishti I

Ajapnyak ·
Arabkir ·
Avan ·
Davtashen ·
Ereboeni ·
Kanaker-Zeytun ·
Kentron ·
Malatia-Sebastia ·
Nor-Nork ·
Nork-Marash ·
Nubarashen ·
Shengavit